# Daniela Sodomová
Daniela Sodomová , rozená Šteruská (*9. prosince 1982) je česká divadelní producentka a scenáristka. Provozuje pod záštitou firmy Mamon Art Letní scénu Musea Kampa, která funguje od roku 2019. Scéna se zaměřuje převážně na životopisné divadelní hry o inspirativních osobnostech.

## Biografie
Daniela Sodomová se narodila v Novém Strašecí, kde vystudovala Základní školu a Gymnázium Jana Amose Komenského. Do Prahy se přestěhovala v roce 2002, když začala studovat Literární akademii Josefa Škvoreckého, obor Interaktivní média a Mediální komunikace.
Při studiu VŠ pracovala jako scenáristka seriálu Ulice a redaktorka hudebního pořadu T-music na TV Prima. Po absolvování roční stáže v Laterně magice promovala představením One Woman reality show tamtéž.
Od roku 2007 do roku 2019 pracovala jako dramaturgyně, scenáristka a střihačka pro Českou televizi. V roce 2012 založila spolu s Petrou Kovářovou firmu Surrealis s.r.o. Firma se zabývala plněním překvapení pro náročnou klientelu. Převážně měnila situace z filmů v reálné scény odehrávající se na ulicích měst po celém světě. Daniela a Petra jsou též autorky populárních virálních videí s Nicky Tučkovou.
V roce 2019 založila Daniela a Milan Sodomovi firmu Mamon Art s.r.o., pod jejíž hlavičkou vznikla Letní scéna Musea Kampa. Spolu s režisérkou Adélou Laštovkovou Stodolovou vytvořily zatím šest inscenací. První společná spolupráce bylo představení Žena obecná v Divadle na Maninách. Pro Letní scénu Musea Kampa vzniklo v roce 2019 představení Meda o životě Medy Mládkové. O rok později přišla na řadu inscenace Werich opět na Letní scéně Musea Kampa a v roce 2022 představení Marta k 80. narozeninám Marty Kubišové. Za tuto hru dostala v roce 2023 Hana Holišová cenu Thálie v kategorii Muzikál. V roce 2024 vytvořily představení Forman, která se též těší divácké oblibě. V září 2022 vytvořila představení 1000 tváří Adiny o Adině Mandlové pro Městské divadlo Mladá Boleslav.
Od roku 2018 do roku 2022 vymýšlela kreativní koncepty pro několik zajímavých eventů. Například v souvislosti s předávaním vědeckých cen Neuron režírovala slavnostní večery a medailonky oceněných vědců nebo režírovala 100. let České národní banky na Pražském hradě.  
Od roku 2024 vede ateliér na katedře produkce na pražské DAMU.  
Žije v Praze s manželem Milanem Sodomou a synem Alanem.